# Севастопольське повстання (1905)

Пам'ятник учасникам Севастопольського повстання 1905 року

Севастопольське повстання 1905 року — збройний виступ матросів Чорноморського флоту і солдатів Севастопольського гарнізону, робітників порту і морського заводу, що відбувся під час першої російської революції у період з 11 (24) листопада по 16 (29) листопада 1905 року.

## Передісторія
У жовтні 1905 року всеросійський політичний страйк поширився по всій Росії. Складна ситуація була і в Криму: 10 жовтня застрайкували залізничники на станції Джанкой і на Феодосійській залізничній лінії, зупинилася Миколаївська залізниця, 11 жовтня перестали працювати залізничники станції Сімферополь, 14 жовтня в Севастополі по Нахімовському проспекту пройшла демонстрація, розігнана солдатами 50-го піхотного Білостоцького полку. 17 жовтня в Ялті закрилися всі установи і навчальні заклади, магазини і банки. 18 жовтня в Сімферополі застрайкували працівники друкарень та тютюнових фабрик, службовці поштово-телеграфної контори, закрилися магазини.
Увечері 18 (31) жовтня 1905 року в Севастополі було отримано текст маніфесту 17 жовтня. Спочатку звістка була сприйнята в місті позитивно, народ радів, люди обіймалися, вітали один одного. Проте незабаром ситуація змінилася. Біля Військово-морського музею зібрався стихійний мітинг. Після мітингу його учасники разом із портовими робітниками та ремісниками влаштували демонстрацію. Демонстранти, очолювані відомим в Севастополі народовольцем Н. І. Ємельяновим, підійшли до будівлі міської думи, на нараду до думи були спрямовані делегати. Натовп демонстрантів сягав 8-10 тисяч осіб. Під впливом гасел демонстрація переросла в політичну, був розірваний портрет Миколи II, прийнято рішення слідувати до в'язниці для звільнення політичних ув'язнених. Серед інших, на мітингу біля в'язниці виступив лейтенант Шмідт. Натовп був розігнаний пострілами 49-го піхотного Брестського полку, при цьому загинуло 8 і було поранено 50 учасників мітингу. Увечері того ж дня Шмідт звернувся до думи з вимогою про покарання винних у загибелі демонстрантів.
Попри те, що в місті практично відразу було оголошено воєнний стан, серед владних структур спостерігалася деяка плутанина. Головний командир Чорноморського флоту Г. П. Чухнін в цей час був у морі разом з Морським міністром А. А. Браїловим, градоначальник контр-адмірал А. Спіцький практично самоусунувся від ведення справ, комендант фортеці генерал-лейтенант В. Неплюєв (виконував у відсутність Г. П. Чухніна обов'язки генерал-губернатора) також не виявляв особливої активності. Таким чином, фактично на кілька днів влада в місті перейшла до міської думи та міського голови А. А. Максимова.
19 жовтня зібралася міська дума, на її засіданні були присутні «делегати від народу», серед яких П. П. Шмідт і І. П. Вороніцин. За свідченням самого Вороніцина, на засіданні був і щойно призначений товаришем міністра внутрішніх справ князь С. Д. Урусов, який не міг виїхати до Петербурга через страйк залізничників. На засіданні було прийнято рішення про створення дружин власної охорони (народної міліції), яка повинна була патрулювати місто замість поліції та армії. У той же день застрайкували Реальне і Технічне училище, була закрита класична гімназія, торгівельні та промислові заклади, проходили мітинги. Увечері того ж дня з моря повернувся Головний командир Чорноморського флоту Г. П. Чухнін.
20 жовтня відбулися похорони жертв розстрілу, що зібрали близько 10 тисяч демонстрантів. На похороні П. П. Шмідт також виступив з промовою, яка стала відомою як «клятва Шмідта»: 
| «Клянемося в тому, що ми ніколи не поступимося нікому жодної п'яді завойованих нами людських прав» |. Увечері того ж дня Шмідт був заарештований, і ув'язнений на флагманському ескадреному броненосці «Три святителі», було відновлено справу «про втрату ним казенних грошей». Міська дума негайно заявила клопотання про його звільнення.
21 жовтня Чухнін проводить нараду щодо обстановки в місті та заходів щодо її нормалізації, на якій міський голова Максимов пропонує поступитися своєю посадою вже заарештованому П. П. Шмідту. За результатами наради адмірал заборонив матросам відвідувати мітинги, збори, поширювати і читати «злочинну» літературу, постанова міської думи від 19 жовтня оголошена недійсною, заборонено публікувати реферат її надзвичайного засідання в «Кримському віснику» (22 жовтня газета вийшла з порожньою сторінкою), була розпущена народна міліція, що проіснувала всього три дні, на вулиці Севастополя повернулися поліцейські.
22 жовтня Чухнін прибрав війська з вулиць міста, а вже 24 жовтня почалися хвилювання в порту, 27 жовтня застрайкували робітники портових майстерень, 30 жовтня до них приєдналися майстри жерстяночного цеху, а 31 жовтня — муляри й штукатури.
26 жовтня робітники Севастополя обрали Шмідта «довічним депутатом» Ради, яка зажадала негайного звільнення Шмідта як її депутата. До нього приєдналися учасники мітингу, що проходив 30 жовтня на Приморському бульварі. 2 листопада через погіршення здоров'я Шмідта перевели в госпіталь. Вранці 3 листопада Шмідт вийшов з палати і побачив, що вартових, які охороняли його, немає, і безперешкодно покинув госпіталь. Шмідту було заборонено з'являтися на мітингах, його звільнення було прискорене і відбулося 7 листопада.
До середини листопада ситуація в місті погіршилася. 8 листопада на крейсері «Очаків», що проходив приймальні випробування, з'явилися перші ознаки обурення. У серпні була призначена команда з 385 матросів, здебільшого новобранців. Крім того, серед робітників Сормовського заводу, що перебували на крейсері для установки машин, було кілька соціал-демократів, що проводили активну агітацію. Кочегарна і машинна команди, які зібралися на летючий мітинг, відмовилися коритися командиру, який пропонував матросам розійтися по своїх приміщеннях. Коли командир став погрожувати їм покаранням, з натовпу пролунали вигуки обурення, почулися крики «Геть командира!». 9 листопада при піднятті прапорів команда не відповіла командиру на його привітання, а потім, зібравшись на нижніх шканцях, знову стала кричати: «Геть!» Прибулому на крейсер військово-морському прокурору скаржилися на грубість командира, на погану їжу і вимагали, щоб офіцери щодня пояснювали події і взагалі розмовляли з командою на політичні теми. Весь цей день серед матросів спостерігалося обурення. Особливо виділився машиніст Гладков, що говорив з прокурором і керував командою. 10 листопада ситуація погіршилася до того, що командир перестав вітатися з командою.
9 листопада знову застрайкували учні середніх навчальних закладів Севастополя: реального училища, жіночої гімназії, чоловічої прогімназії. 10 листопада після проводів демобілізованих матросів відбувся великий мітинг, що вилився в могутню демонстрацію.

## Повстання

### 11 листопада
11 листопада мали відбутися вибори до Ради робітничих, матроських і солдатських депутатів. У зв'язку з цим планувалося проведення великих мітингів біля матроських і солдатських казарм. Адмірал Чухнін, щоб не допустити проведення мітингу біля флотських казарм, направив туди зведений загін з матросів флотських екіпажів і солдатів Білостоцького полку, які зайняли виходи з казарм і не випускали матросів на мітинг.
У протистоянні, що почалося, матрос К. Петров вистрілив з гвинтівки в штабс-капітана Штейна (очолював навчальну команду 50-го Білостоцького полку) і вбив його, а також поранив контр-адмірала Писаревського — старшого флагмана дивізії. К. Петров був схоплений, але практично відразу звільнений матросами. Після цього чергові офіцери були арештовані, знезброєні і відведені в канцелярію. Вранці вони були звільнені, та вигнані з казарм.
До повсталих матросів флотської дивізії приєдналися солдати Брестського полку, фортечної артилерії, фортечна саперна рота, а також матроси чергової роти броненосця «Синоп», надісланого Чухніну для упокорення повсталих.
Увечері 11 листопада Чухнін доповідає Миколі II телеграмою: «Матроси, ймовірно, поставлять якісь умови, яким доведеться підкоритися або розпустити флот».
У ніч на 12 листопада була обрана перша Севастопольська Рада матроських, солдатських і робітничих депутатів, яку очолив І. Вороніцин.
11 листопада «Очаків» вийшов у море для проби баштової артилерії, а після повернення в порт ввечері команда дізналася про події в екіпажах.

### 12 листопада
12 листопада в місті почався загальний страйк. Значна частина матросів флотської дивізії і частина солдатів Брестського полку підтримала повсталих.
Вранці 12 листопада відбулося перше засідання Севастопольської Ради. До вечора були вироблені вимоги повсталих: скликання Установчих зборів, встановлення 8-годинного робочого дня, звільнення політичних ув'язнених, скасування смертної кари, зняття воєнного стану, зменшення терміну військової служби. Був створений виконавчий орган Ради — «Матроська комісія», до якої увійшли: Н. Ф. Кассесінов (28-й флотський екіпаж), П. К. Кудимовський (28-й флотський екіпаж), І. Д. Риболовля (29-й флотський екіпаж), П. І. Фоменко (навчальний загін), М. Ф. Щепетков (навчальний загін) та інші.
У ніч на 13 листопада Брестський полк був виведений з міста в табори Білостоцького полку. Місто було оголошено на військовому стані, а фортеця — у стані облоги.

### 13 листопада
13 листопада почалося повстання на крейсері «Очаків». Офіцери разом з кондукторами покинули корабель. Повстання очолили С. П. Частник, Н. Г. Антоненко та А. І. Гладков.

### 14 листопада
У другій половині дня 14 листопада на «Очаків» прибув лейтенант Шмідт, піднявши на ньому сигнал: «Командую флотом. Шмідт».

### 15 листопада
У ніч на 15 листопада ударні загони оволоділи мінним крейсером «Гридень», міноносцем «Лютий», міноносцями № 265, № 268 і № 270 та кількома дрібними суднами, а в порту захопили певну кількість зброї. Тоді ж до повсталих приєдналися екіпажі канонерського човна «Уралець», міноносців «Заповітний», «Зоркий» та навчального корабля «Дністер», мінного транспорту «Буг».
Вранці на всіх повсталих кораблях були підняті червоні прапори. Щоб залучити на бік повстанців всю ескадру, Шмідт обійшов її на міноносці «Лютий». Потім «Лютий» попрямував до перетвореного у в'язницю транспорту «Прут». Озброєний загін матросів на чолі зі Шмідтом звільнив перебуваючих на судні потьомкінців. До повсталих приєдналася команда «Святого Пантелеймона» (колишній «Потьомкін»), але сам броненосець вже не являв значної військової сили, оскільки був роззброєний ще до початку повстання.
У другій половині дня 15 листопада повсталим був пред'явлений ультиматум про здачу.
Не отримавши відповіді на ультиматум, вірні цареві війська почали обстріл повсталих кораблів. Після двогодинного бою повсталі здалися.

### Підсумок
Лейтенант П. П. Шмідт, матроси А. І. Гладков, Н. Г. Антоненко, кондуктор С. П. Частник були засуджені до смертної кари (розстріляні 6 березня 1906 на острові Березань), 14 осіб — до безстрокової каторги, 103 людини — до каторжних робіт, 151 особа направлена до дисциплінарних частин, понад 1000 осіб покарано без суду.